# Ośrodek międzygalaktyczny
Ośrodek międzygalaktyczny – niezwykle rozrzedzona materia składająca się przede wszystkim z wodoru i helu, wypełniająca przestrzeń pomiędzy galaktykami. Średnie gęstości ośrodka międzygalaktycznego są wielokrotnie mniejsze od gęstości plazmy osiągalnej w laboratoryjnej próżni. Materia ośrodka międzygalaktycznego, aż do odległości kosmologicznych odpowiadających przesunięciu ku czerwieni około 6, jest bardzo niejednorodna i silnie zjonizowana.
Ze względu na to, że ośrodek międzygalaktyczny praktycznie nie wysyła promieniowania, jego własności można badać przede wszystkim w oparciu o wpływ (pochłanianie), jaki wywiera na promieniowanie przechodzące przez ośrodek i docierające do nas z odległych obiektów, takich jak kwazary czy rozbłyski gamma. Udaje się także obserwować emisję tego ośrodka pochodzącą z obszarów o większej niż typowo gęstości.
Największe zgęszczenia ośrodka międzygalaktycznego obserwuje się w bogatych gromadach galaktyk. Ośrodek międzygalaktyczny wypełniający przestrzeń między galaktykami, otaczając też całą gromadę, osiąga tam gęstości nawet kilkaset razy większe od średniej gęstości materii we Wszechświecie. Temperatura tej plazmy jest bardzo wysoka, około 108 K, plazma jest praktycznie całkowicie zjonizowana i świeci w zakresie promieniowania rentgenowskiego.
Poza gromadami galaktyk ośrodek jest rzadszy i ma niższą temperaturę, typowo 105 – 107 K, jest nazywany ośrodkiem „ciepłym” (ang. Warm-Hot Intergalactic Medium, w skrócie WHIM), istnieją też jeszcze chłodniejsze obłoki czy filamenty gazu. Obecność tych chłodniejszych obłoków zaznacza się wyraźnie w widmach promieniowania odległych kwazarów. Ponieważ wodór w tych obłokach nie jest całkowicie zjonizowany, w promieniowaniu kwazarów pojawiają się wąskie linie absorpcyjne, związane głównie z linią Lyman-alfa wodoru. Im bardziej odległy kwazar, tym więcej obłoków jest na linii widzenia pomiędzy Ziemią a kwazarem, a w widmie kwazara pojawia się wtedy cały las linii, stąd zjawisko nazywane jest „lasem Lymana”. Ze względu na kosmologiczną ekspansję Wszechświata, linie odpowiadające poszczególnym obłokom są przesunięte względem linii obserwowanej w laboratorium (im bliżej Ziemi jest obłok, tym linia jest mniej przesunięta ku czerwieni). Dla kwazarów o przesunięciu ku czerwieni ponad 6 zjawisko praktycznie uniemożliwia badanie części widma promieniowania kwazara (jest to tzw. efekt Gunna-Petersona).
Wysoka temperatura ośrodka międzygalaktycznego, znacznie wyższa niż temperatura promieniowania tła wypełniającego Wszechświat, jest wynikiem procesu formowania się niejednorodności w rozkładzie materii, w tym galaktyk i gwiazd. Materia opadająca na centrum grawitacyjne gromady galaktyk rozgrzewa się w wyniku procesu dyssypacji energii potencjalnej. Do podgrzania ośrodka międzygalaktycznego przyczyniły się też kwazary i młode galaktyki o silnej aktywności gwiazdotwórczej, które są silnymi źródłami promieniowania nadfioletowego, a także energetycznych cząstek. Niewykluczony jest udział hipotetycznych masywnych gwiazd III populacji.
Ośrodek międzygalaktyczny to rozrzedzona barionowa składowa materii międzygalaktycznej; pozostałe jej składniki to gwiazdy występujące poza galaktykami (w tym czarne dziury) oraz ciemna materia. Gwiazdy mogą być wyrzucane poza obręb galaktyk w wyniku oddziaływań grawitacyjnych: obserwowane są tzw. gwiazdy hiperprędkościowe, których ruch prowadzi poza obszar galaktyki. Obecność ciemnej materii, nieobserwowanej bezpośrednio, ma wielkie znaczenie w wielu rozważaniach kosmologicznych, wpływając na formowanie się struktur we Wszechświecie i tempo ekspansji Wszechświata.